# Bejzbolska rukavica
Bejzbolska rukavica je velika kožna rukavica koju igrači bejzbola smiju nositi kao pomagalo u hvatanju loptica koju udari udarač (en. batter) ili dobaci suigrač.

## Vrste
Oblik i veličina rukavice je opisana po svome "šablonu". Moderne rukavice su postale prilično specijalizirane, a šablon svake ovisi o poziciji igrača (na terenu) koji ju nosi:
- Hvatačeve rukavice su bejzbolske rukavice koje nemaju pojedine prste. Debljeg su punjenja i imaju oblik poput kandže koji pomaže u propuštanju loptica brzine preko 150 km/h (en. fastballs) u džep rukavice te pružaju dobru metu bacačima (en. pitchers). Neki hvatači koriste rukavice s fosforescentnom bojom oko ruba rukavice kako bi omogućili jasniju metu bacaču. Također, hvatačeve rukavice se dijele na jednospojne i dvospojne. Ako je potrebno uhvatiti knuckleball (loptica bačena na način da ima nepredvidljivo gibanje), hvatač će u principu koristiti čak i veće rukavice. Veličine hvatačevih rukavica se, za razliku ostalih rukavica, mjere obujmom rukavice koji obično iznosi 32 do 34 inča (81,28-86,36 cm).
- Rukavice igrača na prvoj bazi također nemaju pojedine prste. Obično su duge i šrioke kako bi s njima bilo lakše pokupiti ili "zgrabiti" loptice koje su suigrači na infieldu loše dobacili. Mjere se od vrha kažiprsta do ručnog zgloba, tipične veličine od 12,5 do 12,75 inča (31,75-32,4 cm). Pošto su igrači na prvoj bazi često ljevaci, dostupne su i rukavice za desnu ruku. Hanku Greenbergu se često pripisuje da je prvi koji je nosio ovaj tip rukavice na terenu.[1] Neki hvatači, poput Victora Martineza, koriste rukavice igrača na prvoj bazi dok hvataju knuckleballere.
- Rukavice igrača na infieldu, za razliku od rukavica igrača na prvoj bazi, teže manjim veličinama. Imaju plitke džepove kako bi igrači mogli brzo iz njih izvaditi lopticu i baciti je prema nekoj od baza. Često će tvrda tkanica biti otvorena kako se ne bi nakupilo blato u džepu rukavice, jer bi inače igrači, uz lopticu, izvukli i šaku prljavštine koja znatno utječe na bacanje loptice. Ove rukavice su obično veličine od 11 do 12 inča (27,94-30,48 cm), a mjere se od vrha kažiprsta do ručnog zgloba.
- Bacačeve rukavice obično imaju zatvorenu, neprovidnu tvrdu tkanicu kako bi bacači mogli prikriti udaraču svoj zahtav loptice (koji dijelom određuje ponašanje bačene loptice u letu).
- Rukavice igrača na outfieldu su obično dosta duge i imaju duboke džepove, što olakšava hvatanje loptica u trku ili skoku te kupljenju loptica s poda. Ove rukavice su, obično, veličine od 12 do 12,75 inča (30,48-32,39 cm), a mjere se od vrha kažiprsta do ručnog zgloba. Za razliku od rukavica koju nose igrači na infieldu, ove rukavice imaju ravniji stisak.
- Rukavice izmjeničnog bacača su rukavice s dodatnim džepom na suprotnoj strani rukavice koji omogućuje da se rukavica nosi na obje ruke, a koristi ih izmjenični bacač Pat Venditte.

## Mjerenje
Bejzbolske rukavice se mjere počevši od vrha kažiprsta rukavice, mjereći prema dnu prsta, zajedno s unutrašnjosti džepa pa sve do okrajka rukavice. Obično se veličine bejzbolskih rukavica protežu od 9 inča (22,86 cm), što je početna veličina za djecu, do 12,75 inča (32,39 cm), kojima igraju odrasli igrači na outfieldu.

## Najveći proizvođači rukavica
- Akadema
- Easton
- Hillerich & Bradsby, pod brendom "Louisville Slugger"
- Mizuno
- Nike, Inc.
- Nokona
- Rawlings
- Spalding
- Vinci Co. LLC
- Wilson

## Vanjske poveznice
- "Kako su proizvodi proizvedeni: bejzbolska rukavica." www.science.enotes.com
- "Koža za bejzbolsku rukavicu"
- "Vodič za kupnju bejzbolskih/softbolskih rukavica" www.homerunmonkey.com
- "Kako izmjeriti veličinu bejzbolske rukavice"
- "Kako izmjeriti veličinu bejzbolske palice"
- "Pravila MLB-a 1.0".